# Дзиани, Себастиано
Себастьяно Дзиани (прибл. 1100 — 12 апреля 1178) — 39-й венецианский дож.
Дзиани был одним из признанных лидеров Венецианской республики.
В 1167 году Себастьяно Дзиани в числе двенадцати богатейших венецианских граждан оказывает поддержку Ломбардской лиге. После битвы при Леньяно, в которой войска Священной Римской империи были разбиты, Венеция выступает посредником в переговорах. В июле 1177 года в базилике Сан-Марко происходят переговоры папы Александра III и императора Фридриха I Барбароссы. Результатом явилось примирение сторон, а император согласился признать главенство папы.
Став в 1172 году дожем, Себастьяно начал градостроительную реформу Венеции. Он разделил город на районы, переместил верфь дальше от жилых и общественных зданий. Ещё одной реформой стало изменение выборной процедуры дожей.
В 1177 году римский папа Александр III за услуги, предоставленные Венецией в борьбе против императора Фридриха Барбароссы, впервые обвенчал дожа и море. Папа стянул кольцо с пальца дожа Себстиано Дзиани и предложил кинуть его в море. После этого каждый год дож бросал освященный золотой перстень в море, и словами Desponsamus te, mare («Мы женимся на Вас, Море») объявлял, что Венеция и море являются неразрывным целым.

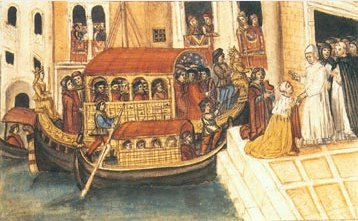
Дож Себастиано Дзиани высаживается с Бучинторо в монастыре Милосердия. Миниатюра XVI века.
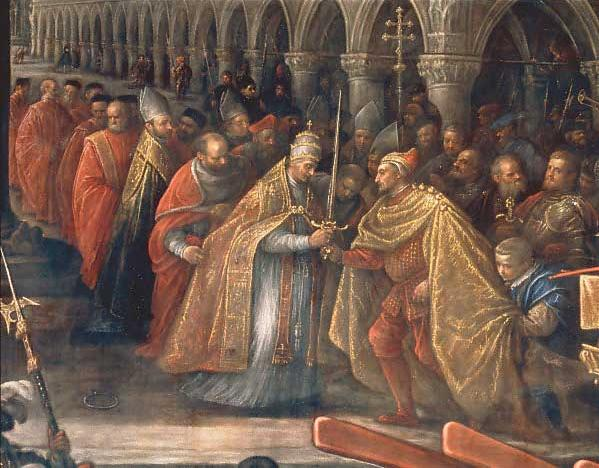
Папа Александр III вручает дожу Себастиано Дзиани благословлённый меч. Картина Франческо Бассано, 1592 год.